# Franziska van Almsick
Franziska van Almsick (ur. 5 kwietnia 1978 w Berlinie Wschodnim) – niemiecka pływaczka specjalizująca się w stylu dowolnym, wielokrotna medalistka igrzysk olimpijskich, mistrzostw świata i Europy.

## Życiorys
Franziska van Almsick zadebiutowała na arenie międzynarodowej w 1992 na Igrzyskach Olimpijskich w Barcelonie w wieku 14 lat, będąc jedną z najmłodszych zawodniczek w historii. Na tych Igrzyskach van Almsick zdobyła swoje pierwsze medale – 2 srebrne i 2 brązowe. 7 listopada 1992 van Almsick została pierwszą rekordzistką świata na 50 metrów stylem dowolnym na krótkim basenie wynikiem 24,75.
Lata 1993–1995 były najlepszym okresem w jej karierze. Podczas Mistrzostw Europy w 1993 w Sheffield zdobyła 6 złotych i 1 srebrny medal. To osiągnięcie zaowocowało tytułem Najlepszej Pływaczki Świata w 1993 roku. W 1994 w Mistrzostw Świata w Rzymie zdobyła 4 medale, w tym złoty na 200 metrów stylem dowolnym, który był jej jedynym złotym medalem wywalczonym indywidualnie w Mistrzostwach Świata. Zdobycie tytułu na 200 metrów Franziska van Almsick okrasiła rekordem świata 1:56,78. Rok 1995 był równie udany co poprzednie. W Mistrzostwach Europy w Wiedniu zdobyła 5 złotych i 1 srebrny medal. Rok później na Igrzyskach Olimpijskich w Atlancie zdobyła srebrne medale na 100 i 200 metrów stylem dowolnym oraz brązowy w sztafecie 4x100 metrów dowolnym.
Słabszym okresem w karierze van Almsick są lata 1997–2001, kiedy to zdobywała medale jedynie w sztafetach. Wielki powrót na szczyt nastąpił w 2002 na Mistrzostwach Europy w rodzinnym Berlinie, podczas których van Almsick zdobyła 5 złotych medali i poprawiła swój własny rekord świata na 200 metrów stylem dowolnym wynikiem 1:56,64. Rekord ten straciła dopiero w 2007 roku. Ostatnimi sukcesami Franziski van Almsick są brązowe medale w sztafetach 4x100 dowolnym i zmiennym z Igrzysk Olimpijskich w Atenach.
Łącznie Franziska van Almsick zdobyła 10 medali igrzysk olimpijskich, 6 mistrzostw świata oraz 21 medali mistrzostw Europy, w tym 18 złotych, co jest rekordem.
W latach 2000–2004 była związana z Stefanem Kretzschmarem, niemieckim piłkarzem ręcznym.
W 2004 roku ukazała się jej autobiografia Aufgetaucht.
W 2005 roku zaczęła pracę jako komentatorka telewizyjna, m.in. dla RTL.

## Rekordy świata
| Data            | Miejsce | Basen      | Konkurencja           | Rezultat    | Status                            |
| --------------- | ------- | ---------- | --------------------- | ----------- | --------------------------------- |
| 6 września 1994 | Rzym    | 50 metrowy | 200 m stylem dowolnym | 1:56.78 min | 3 sierpnia 2002                   |
| 3 sierpnia 2002 | Berlin  | 50 metrowy | 200 m stylem dowolnym | 1:56.64 min | 27 marca 2007 Federica Pellegrini |

## Wyróżnienia
- 1992, 1993, 1994, 1995, 2002: najlepsza pływaczka roku w Niemczech
- 1993: najlepsza sportsmenka roku na Świecie
- 1993: najlepsza sportsmenka roku w Europie
- 1993: najlepsza pływaczka roku na Świecie
- 1993, 1995, 2002: najlepsza sportsmenka roku w Niemczech
- 1993, 1994, 2002: najlepsza pływaczka roku w Europie